# A Silla királyság ékköve
A Silla királyság ékköve (koreaiul, hangulírással: 선덕여왕, azaz „Szondok jovang”, vagyis Szondok királynő; angolul: Queen Seondeok vagy The Great Queen Seondeok) egy dél-koreai  történelmi televíziós sorozat, amit az ország egyik legnagyobb médiavállalata, a Munhwa Broadcasting Co. készített 2009-ben. A sorozat a 7. században játszódik Koreában, középpontjában pedig Korea történelmének első női uralkodója, Szondok sillai királynő, születési nevén Tokmán áll.
A forgatás a Kjonggi tartományban található MBC Dramia filmstúdióban zajlott korhű kosztümökkel és korhű díszletek között. A sorozatot számos országban, köztük Magyarországon is nagy sikerrel vetítették. Az epizódokat hazánkban a véresebb jelenetek nélkül, megvágva adták le, ugyanis Dél-Koreában a sorozat korhatára 15-ös volt.

## Történet
A 7. században járunk, Korea történelmének abban az időszakában, amikor a félszigetet és környékét három királyság, Kogurjo, Pekcse és Silla uralja. A három állam folyamatos harcban áll egymással, a tét Korea egyesítése. A leggazdagabb koreai államnak, Sillának ekkorra már sikerült egy királyságot magába olvasztania: hódoltatta a Gája államszövetséget, melynek népe még lázadozik a sillai uralom ellen.
Silla nagy királya, Csinhüng öreg és beteg, ezért testamentumot diktál ágyasának, egyik legfőbb bizalmasának, Misil pecsétőrzőnek. Azt kéri tőle, hogy miután meghal, ő és második fia vonuljanak vissza a politikai élettől és legyenek buddhista szerzetesek, a trónt pedig nem második fiára, Kümrjunra, hanem elhunyt első fiának gyermekére, Pekcsongra hagyja. Csinhüng azonban sejti és meg is bizonyosodik róla, hogy rendkívül becsvágyó és ambiciózus ágyasa nem fogja teljesíteni végrendeletét, ezért megpróbálja megöletni őt. Azonban akit megbíz a feladattal, nem más, mint Szolvon, Misil későbbi szeretője, aki elárulja királyát és átadja magát az úrnőnek. Így Misil tudomást szerez ura parancsáról, és elhatározza, hogy megmérgezi, de mire eljutna tervének megvalósításáig, a király meghal. Ezután egyezséget köt Csinhüng második fiával, melynek lényege, hogy elhallgatja a végrendeletet, amennyiben a herceg feleségül veszi és királynévá teszi őt. Kümrjun Csindzsi néven trónra is kerül, ám nem állja Misilnek tett szavát, ráadásul tehetségtelensége okán uralma idején sokat gyengül a királyi hatalom. Misil végül fejébe veszi, hogy véget vet ennek, és a hvarangokkal, Silla vezető katonáival, akiknek ő a vonhvája, vagyis a vezetője, puccsot hajt végre: közzé teszi Csinhüng végrendeletének azt a pontját, miszerint a trón jogos örököse valójában Pekcsong herceg. Miután Pekcsong Csinpjong néven trónra kerül, Misil ismét megpróbálja megszerezni a királynéi címet, azonban Csinpjongnak már van egy felesége, Maja, aki gyermeket vár urától. Misil megpróbálja megöletni Maját és a hvarangok nagymesterét, Munnót, akik azonban túlélik a merényletet és visszatérnek Szorabolba, Silla fővárosába, így az egykori királyi ágyas terve megint kudarcba fullad.
Az ifjú királyné nemsokára vajúdni kezd és ikerlányokat hoz a világra. Az ikerpár születését egy égi kinyilatkoztatás kíséri, mely szerint ha a Göncölszekér hatodik csillaga kettéválik és a hét csillagból nyolc lesz, megjelenik Misil egyetlen ellenfele. A kinyilatkoztatást Munnó nagymester kapta még Csinhüng király halálakor vallási szertartás közben. A királyi pár mindent megtesz, hogy titokban tartsák az ikerszülést, ennek ellenére azonban Misil tudomást szerez az eseményekről, ezért Szolvonnak megparancsolja, hogy akadályozza meg Munnót abban, hogy elrejthesse az egyik ikergyermeket. A másodiknak született gyermeket azonban a király titokban elviteti a palotából legbelsőbb udvarhölgyükkel, Szohvával; ő az egyetlen, aki a királyi páron kívül jelen volt a második leány születésénél. Misil ezt is megtudja, ezért Szohva és a csecsemő után küldi testőrét, Csilsuk hvarangot, hogy mindenképpen hozza őket vissza a palotába. A pecsétőrző azt tervezi, hogy kihasználja az alkalmat és fölfedi az igazságot a nép előtt, hiszen egy ősi jóslat szerint ha a királynak ikrei születnek, a szent vérvonal megszakad. Munnó nagymesternek azonban nyoma vész, miután sikerült kimenekülnie Szolvon és katonái szorításából, Csilsuk pedig csakugyan nem jár sikerrel és eltűnik Szohvával és az ikergyermekkel együtt.
A gyermek a Tokmán nevet kapja a szolgától, akit majd felnőve édesanyjának hisz, és Kína egy távoli szegletében, a Takla-Makán sivatagban telepednek le egy kereskedővárosban. Tizenöt éves korában azonban Tokmánnak el kell hagynia lakóhelyét és Sillába kell mennie, hiszen ki akarja deríteni, hogy ki is ő valójában. Az égi kinyilatkoztatás szerint, melyről ő egyelőre természetesen nem tud, miután visszatér szülőhazájába, szembe kell szállnia a félelmetes Misillel, a menny papnőjével, Silla valódi urával, aki különböző tudományos trükkök segítségével sakkban tartja a népet és a királyi családot, sőt, öccsén, a hasonlóan álnok és zseni Miszengen kívül még saját rokonait is, és ezért az egész ország retteg tőle, mivel félistennek hiszik...

## Szereplők
| Színész neve                                                              | Szerepbeli név                                                                    | A szerep ismertetése | Magyar hang            |
| 1. sor: angolos átírás 2. sor: magyaros átírás 3. sor: koreai hangul írás | 1. sor: angolos átírás 2. sor: magyar szinkronfordítás 3. sor: koreai hangul írás | A szerep ismertetése | Magyar hang            |
| ------------------------------------------------------------------------- | --------------------------------------------------------------------------------- | --- | ---------------------- |
| Lee Yo-Won I Jovon 이요원                                                 | Deokman/Seondeok Tokmán/Szondok királynő 덕만                                     | Csinpjong király és Maja királyné második ikerleánya, Csinhüng király dédunokája, akit egy közismert jóslat miatt eltitkolnak, és Szohvával elvitetnek a palotából. Kínában nő föl, visszatérése után katona, majd hercegnő, isteni papnő és a hvarangok vezére (vonhva), apja halála után Szondok királynő. | Haffner Anikó          |
| Nam Ji-Hyeon Nam Dzsihjon 남지현                                          | Deokman/Seondeok, Tokmán/Szondok fiatalkorában 어린 덕만                          | Csinpjong király és Maja királyné második ikerleánya, Csinhüng király dédunokája, akit egy közismert jóslat miatt eltitkolnak, és Szohvával elvitetnek a palotából. Kínában nő föl, visszatérése után katona, majd hercegnő, isteni papnő és a hvarangok vezére (vonhva), apja halála után Szondok királynő. | Haffner Anikó          |
| Ko Hyun-Jung Ko Hjondzsong 고현정                                         | Mishil Misil 미실                                                                 | Csinhüng, majd Csindzsi király ágyasa, a hvarangok vezére (vonhva), isteni papnő, pecsétőrző (szedzsu), a Csinpjong király elleni puccs idején a Válságkormány vezetője, Csinhüng halálától Tokmán fellépéséig Silla de facto uralkodója. Fiai Bodzsong, Hadzsong és Bidám, testvére Miszeng, férje Szedzsong, szeretői Szolvon és Szadahám. A sorozat 50 részében, beletörődve a Tokmán ellen elszenvedett vereségbe, öngyilkosságot követ el. | F. Nagy Erika          |
| Kim Yoo-Jin UEE Kim Judzsin 김유진                                        | Misil fiatalkorában 어린 미실                                                     | Csinhüng, majd Csindzsi király ágyasa, a hvarangok vezére (vonhva), isteni papnő, pecsétőrző (szedzsu), a Csinpjong király elleni puccs idején a Válságkormány vezetője, Csinhüng halálától Tokmán fellépéséig Silla de facto uralkodója. Fiai Bodzsong, Hadzsong és Bidám, testvére Miszeng, férje Szedzsong, szeretői Szolvon és Szadahám. A sorozat 50 részében, beletörődve a Tokmán ellen elszenvedett vereségbe, öngyilkosságot követ el. | F. Nagy Erika          |
| Uhm Tae-Woong Om Theung 엄태웅                                            | Kim Yushin Kim Jusin 김유신                                                       | Kim Szohjon és Manmjong hercegnő fia, Csinpjong király unokaöccse, az egykori Gája államszövetség egyik fejedelmi családjának sarja. Fiatal korától kezdve a Sárkányvirág alakulat vezetője, később a hvarangok főparancsnoka, majd Tokmán uralkodása idején a hadsereg tábornagya. Tokmán halála után, Csindok királynő majd Csuncsu uralkodása idején sikerült megtörnie és elfoglalnia Pekcsét. | Zöld Csaba             |
| Lee Hyun-Woo I Hjonu 이현우                                               | Kim Yushin Kim Jusin fiatalkorában 어린 김유신                                    | Kim Szohjon és Manmjong hercegnő fia, Csinpjong király unokaöccse, az egykori Gája államszövetség egyik fejedelmi családjának sarja. Fiatal korától kezdve a Sárkányvirág alakulat vezetője, később a hvarangok főparancsnoka, majd Tokmán uralkodása idején a hadsereg tábornagya. Tokmán halála után, Csindok királynő majd Csuncsu uralkodása idején sikerült megtörnie és elfoglalnia Pekcsét. | Szalay Csongor         |
| Park Ye-Jin Pak Jedzsin 박예진                                            | Cheonmyeong/ Csonmjong hercegnő 천명공주                                          | Csinpjong király és Maja királyné első ikerleánya, a hvarangok vezére (vonhva). Férje Kim Jongszu, fia Kim Csuncsu. A sorozat 24 részében életét veszti egy merénylet miatt. | Kiss Virág             |
| Shin Se-Kyung Sin Szegjong 신세경                                         | Cheonmyeong Csonmjong fiatalkorában 어린 천명공주                                 | Csinpjong király és Maja királyné első ikerleánya, a hvarangok vezére (vonhva). Férje Kim Jongszu, fia Kim Csuncsu. A sorozat 24 részében életét veszti egy merénylet miatt. | Czető Zsanett          |
| Yoo Seung-Ho Ju Szungho 유승호                                            | Kim Chunchu Kim Csuncsu 김춘추                                                    | Csonmjong hercegnő és Kim Jongszu herceg fia, Csinpjong király és Csindzsi király unokája. Felesége Borjang, Bodzsong leánya. Tokmán halála után, Csindok királynő uralkodása idején koronaherceg, majd Csindok halálát követően Mujol néven király. | Czető Roland           |
| Kim Nam-Gil Kim Namgil 김남길                                             | Bidam Bidám 비담                                                                  | Misil és Csindzsi király fia, Munnó fogadott fia és tanítványa, a Névtelen alakulat egyetlen tagja, ezután a Királyi Védőrség parancsnoka, majd miniszterelnök, végül áruló (a sorozat 21 részében tűnik fel). | Dolmány Attila         |
| Park Ji-Bin Pak Dzsibin 박지빈                                            | Bidam Bidám fiatalkorában 어린 비담                                               | Misil és Csindzsi király fia, Munnó fogadott fia és tanítványa, a Névtelen alakulat egyetlen tagja, ezután a Királyi Védőrség parancsnoka, majd miniszterelnök, végül áruló (a sorozat 21 részében tűnik fel). | Dolmány Attila         |
| Lee Seung-Hyo I Szunghjo 이승효                                           | Kim Alcheon Kim Álcson 김알천                                                     | A Mennyei Szárny alakulat vezetője, a tíz főhvarang egyike. Szolgálta Csonmjong hercegnőt, később Tokmán személyi testőre és a királyi testőrség kapitánya lett. Tokmán halála után is királyi kapitány maradt. | Vincze Gábor Péter     |
| Ho Hyo-Hoon Ho Hjohun 호효훈                                              | Kim Alcheon Kim Alcson fiatalkorában 어린 김알천                                  | A Mennyei Szárny alakulat vezetője, a tíz főhvarang egyike. Szolgálta Csonmjong hercegnőt, később Tokmán személyi testőre és a királyi testőrség kapitánya lett. Tokmán halála után is királyi kapitány maradt. | Vincze Gábor Péter     |
| Jeong Ho-Bin Csong Hobin 정호빈                                           | Moonno Munnó 문노                                                                 | A hvarangok nagymestere, Csinhüng király egyik személyi testőre, Bidám nevelőapja és mestere. Műve A három han könyve, melyen évekig dolgozott. A sorozat 37 részében életét veszti egy merénylet miatt. | Király Attila          |
| Jo Min-Ki Cso Mingi 조민기                                                | Baekjong/Jinpyeong, Pekcsong/Csinpjong király 진평왕                              | Silla törvényes királya. Apja Csinhüng első fia, Dongrjun herceg, felesége Maja, gyermekei Csonmjong, Tokmán és három fiú. | Kőszegi Ákos           |
| Baek Jong-Min Pek Csongmin 백종민                                         | Baekjong/Jinpyeong Pekcsong/Csinpjong fiatalkorában 어린 진평왕                   | |                        |
| Kang San Kang Szan 강산                                                   | Pekcsong/Csinpjong gyermekkorában 어린 진평왕                                     | |                        |
| Yoon Yoo-Sun Jun Juszon 윤유선                                            | Maya Maja királyné 마야부인                                                       | Pekcsong/Csinpjong király felesége, Csonmjong, Tokmán és három fiú édesanyja. | Málnay Zsuzsa          |
| Park Soo-Jin Pak Szudzsin 박수진                                          | Maya/Maja fiatalkorában 어린 마야부인                                             | Pekcsong/Csinpjong király felesége, Csonmjong, Tokmán és három fiú édesanyja. | Nemes Takách Kata      |
| Seo Yeong-Hee Szo Jonghi 서영희                                           | Sohwa Szová 소화                                                                  | Csinpjong király és Maja királyné leghűségesebb udvarhölgye, aki a Takla-Makán sivatagban egyedül nevelte fel Tokmánt. A sorozat 47. részében életét veszti, hogy megmentse Tokmánt és a támogatóit. | Törtei Tünde           |
| Im Ye-Jin Im Jedzsin 임예진                                               | Manmyeong Manmjong hercegnő 만명부인                                              | Csinpjong király testvére, Kim Szoh jon felesége, Jusin édesanyja. | Kocsis Judit           |
| Jung Sung-Mo Csong Szongmo 정성모                                         | Kim Seohyun Kim Szok jon 김서현                                                   | Manmjong hercegnő férje, Jusin édesapja, a néhai Gája államszövetség egyik fejedelmi családjának sarja. Hadügyminiszter-helyettes, az Urak Tanácsának tagja, Tokmán uralkodása idején hadügyminiszter. | Sinkovits-Vitay András |
| Park Jung-Chul Pak Csongcshol 박정철                                      | Kim Yongsoo Kim Jongszu 김용수                                                    | Csindzsi király fia, Csonmjong hercegnő férje, Csuncsu édesapja. |                        |
| Do Yi-Seong To Iszong 도이성                                              | Kim Yongchun Kim Jongcsun 김용춘                                                  | Csindzsi király fia, Csuncsu herceg nagybátyja, Csinpjong király, majd Tokmán támogatója, Tokmán trónra kerülése után miniszterelnök. | Gáspár András          |
| Shin Goo Sin Gu 신구                                                      | Eulje Ül Dzse 을재                                                                | Az Urak Tanácsának tagja, a Királyi Hivatal vezetője, Csinpjong legbefolyásosabb követője. | Botár Endre            |
| Lee Soon-Jae I Szundzse 이순재                                            | Jinheung Csinhüng király 진흥왕                                                   | Silla egyik legnagyobb királya, nevéhez köthető a „lehetetlen álom” fogalmának megalkotása, vagyis Korea egyesítésének gondolata. Ágyasa Misil, első fia Dongrjun, második fia Kümrjun/Csindzsi király, unokái Pekcsong/Csinpjong király, Bidám, Kim Jongszu és Kim Jongcsun, dédunokái Tokmán/Szondok királynő, Csonmjong és három fiú, ükunokája Kim Csuncsu. | Makay Sándor           |
| Im Ho Im Ho 임호                                                          | Geumryun/Jinji Kümrjun/Csindzsi király 진지왕                                     | Misillel kötött egyezsége alapján Csinhüng akarata ellenére király, de mivel nem teljesíti Misil követelését (nem teszi királynéjává, csak ágyasává), az úrnő leteszi a trónról. Fiai Bidám, Kim Jongszu és Kim Jongcsun, unokája Kim Csuncsu. | Dolmány Attila         |
| Jung Woong-In Csong Ungin 정웅인                                          | Misaeng Miszeng 미생                                                              | Misil öccse. Szertartásügyi miniszter, az Urak Tanácsának tagja, majd Misil halála után a Királyi Védőrség tagja. Több mint száz gyermeke van. | Kerekes József         |
| Dokgo Young-Jae Tokko Jongdzse 독고영재                                   | Sejong Szedzsong 세종                                                             | Csinhüng halálától Tokmán trónra lépéséig az Urak Tanácsának elnöke (szangdedung), Misil férje, Hadzsong édesapja, Jongmo nagyapja. | Jantyik Csaba          |
| Jeon No-Min Cson Nomin 전노민                                             | Seolwon Szolvon 설원                                                              | Hvarang, hadparancsnok, majd hadügyminiszter, Misil szeretője, Bodzsong édesapja, majd a Királyi Védőrség tagja. A sorozat 56 részében életét veszti, miután megsebesül egy, a pekcsei sereg ellen vívott csatában. | Crespo Rodrigo         |
| Kim Jung-Hyun Kim Dzsonghjon 김정현                                       | Hajong Hadzsong 하종                                                              | Az Urak Tanácsának tagja, tiszt, Misil és Szedzsong fia. | Takátsy Péter          |
| Baek Do-Bin Pek Tobin 백도빈                                              | Bojong Bodzsong 보종                                                              | A Nap és Hold alakulat vezetője, a tíz főhvarang egyike, Misil és Szolvon fia, végül a Királyi Védőrség tagja. | Szatmári Attila        |
| Kwak Jung-Wook Kvak Csonguk 곽정욱                                        | Bojong Bodzsong fiatalkorában 어린 보종                                           | | Előd Botond            |
| Song Ok-Sook Szong Okszuk 송옥숙                                          | Seori Szori 서리                                                                  | A koreai vallás főpapnője, Misil befolyása alatt áll. A25 epizódban öngyilkosságot követ el. | Kovács Nóra            |
| Anh Kil-Kang An Gilgang 안길강                                            | Chilsuk Csil Suk 칠숙                                                             | Misil személyi testőre, majd miután úrnője Tokmán és Szová után küldi, 20 évig távol van Sillától. Visszatérése után a hvarangok kiképzőmestere (vonszanghva) lett. | Koncz István           |
| Lee Moon-Shik I Munsik 이문식                                             | Jook-Bang Dzsukbáng 죽방                                                          | Tokmán egyik barátja, a Sárkányvirág alakulat tagja, tiszthelyettes, majd Tokmán uralkodása alatt nagyúr. | Pusztaszeri Kornél     |
| Ryu Dam Lju Dam 류담                                                      | Go-Do Godó 고도                                                                   | Csukbánggal együtt Tokmán leghűségesebb alattvalóihoz tartozik, előbb apród, később főapród, Tokmán uralkodása alatt ezredes. | Bodrogi Attila         |
| Kang Sung-Pil Kang Szongphil 강성필                                       | San-Tak Szánták 산탁                                                              | Szokpum apródja, főapród, majd a Védőrség tagja és Bidám bizalmasa. | Barabás Kiss Zoltán    |
| Joo Sang-Wook Csu Szanguk 주상욱                                          | Wol-Ya Volja 월야                                                                 | Gája királyi családjának sarja, a Gájai Ellenállás vezetője, majd Kim Szohjon fogadott fia, a Sárkányvirág alakulat tagja, majd hvarang-parancsnok. | Tóth Roland            |
| Jung Ho-Geun Csong Hogun 정호근                                           | Seol-Ji Szoldzsi 설지                                                             | Gájai főnemes, Volja hű követője, majd a Sárkányvirág alakulat tagja, Tokmán uralkodása alatt ezredes, a Gájai ellenállás helyettes vezetője. | Csankó Zoltán          |
| Eom Hyo-Seob Om Hjoszop 엄효섭                                            | Yeom-Jong Jomdzsong 염종                                                          | Kereskedő, Munnóval együtt írja meg Korea könyveit, egy magánkémhálózat vezetője, Bidám szolgája, majd a Királyi Védőrség egyik vezetője, végül áruló. A sorozat utolsó, 62 részében Bidám végez vele. | Galbenisz Tomasz       |
| Oh Yeong-Soo O Jongszu 오영수                                             | Wol-Cheon Volcson mester 월천대사                                                 | Gájai származású buddhista szerzetes és tudós. Kezdetben Misil szolgája, ő számította ki a különböző természeti jelenséget várható időpontját a gájai naptár segítségével, amit Misil Szadahámtól kapott meg. Misil később megszerzi a kínai Dáming-naptárat („Szadahám szilvavirágát”), amivel Volcson nagyon pontosan ki tudja számítani egy közelgő holdfogyatkozás időpontját. Később Volcsont Tokmán a maga oldalára állítja, mivel megígéri, miután hatalmat kap, átadja a tudományt a népnek. Ekkor Volcson a Vej-naptár segítségével előre kiszámolja a napfogyatkozás időpontját, és Tokmán elveszi Misiltől isteni papnő címet. | Versényi László        |
| Jun Young-Bin Cson Jongbin 전영빈                                         | Gok-Saheun Gokszahün 곡사흔                                                       | Apród, hvarang, majd hadnagy. |                        |
| Jung Hyung-Min Csong Hjongmin 정형민                                      | Gok-Saheun Gokszahün fiatalkorában 어린 곡사흔                                    | Apród, hvarang, majd hadnagy. |                        |
| Park Young-Seo Pak Jongszo 박영서                                         | Dae-Pung Depung 대풍                                                              | Apród, hvarang, majd hadnagy. | Szabó Máté             |
| Lee Suk-Min I Szukmin 이숙민                                              | Daepung Depung fiatalkorában 어린 대풍                                            | | Szabó Máté             |
| Go Yoon-Hoo Ko Junhu 고윤후                                               | Ho-Jae Hodzse 호재                                                                | A hvarangok főparancsnoka Jusin előtt, később az Adóhivatal vezető tisztségviselője. |                        |
| Hong Kyung-In Hong Gjongin 홍경인                                         | Seok-Pum Szok Pum 석품                                                            | Hvarangkapitány. |                        |
| No Young-Hak No Jonghak 노영학                                            | Seokpum Szok Pum fiatalkorában 어린 석품                                          | |                        |
| Kang Ji-Hoo Kang Dzsihu 강지후                                            | Im-Jong Imdzsong 임종                                                             | Hvarangkapitány, majd a királyi testőrség tagja, parancsnok. |                        |
| Kim Suk Kim Szok 김석                                                     | Im-Jong Imdzsong fiatalon 어린 임종                                               | Imdzsong fiatal korában. |                        |
| Suh Dong-Won Szo Dongvon 서동원                                           | Deok-Chung Dokcsung 덕충                                                          | Hvarangkapitány, majd parancsnok. | Joó Gábor              |
| Lee Do-Hyun I Dohjon 이도현                                               | Deok-Chung Dokcsung fiatalon 어린 덕충                                            | Dokcsung fiatal korában. |                        |
| Jang Hee-Woong Csang Hivung 장희웅                                        | Bakui Baküi 박의                                                                  | Hvarangkapitány, majd parancsnok. | Előd Álmos             |
| Seo Sang-Won Szo Szangvon 서상원                                          | Bak-Ui Baküi fiatalon 어린 박의                                                   | Bakui fiatal korában. |                        |
| Lee Sang-Hyun I Szanghjon 이상현                                          | Piltan Piltán 필탄                                                                | Hvarangkapitány. |                        |
| Kim Tae-Jin Kim Thedzsin 김태진                                           | Piltan Piltán fiatalkorában 어린 필탄                                             | | Pálmai Szabolcs        |
| Kim Dong-Hee Kim Donghi 김동희                                            | Wang-Yoon Vangjun 왕윤                                                            | Hvarangkapitány. |                        |
| Choi Woo-Sung Cshö Uszong 최우성                                          | Wang-Yoon Vangjun fiatalon 어린 왕윤                                              | |                        |
| Ryu Sang-Wook Lju Szanguk 류상욱                                          | Dae-Nam-Bo Tenambó fiatalon. 대남보                                               | Hvarangkapitány, Miszeng egyik fia, Csonmjong hercegnő gyilkosa. Ő hozza vissza Csuncsut Kínából. |                        |
| Kim Sang-Bin Kim Szangbin 김상빈                                          | Dae-Nambo Tenambó 어린 대남보                                                     | Hvarangkapitány, Miszeng egyik fia, Csonmjong hercegnő gyilkosa. Ő hozza vissza Csuncsut Kínából. |                        |
| Kim Dong-Soo Kim Dongszu 김동수                                           | Hyeop-Seong Hjopszong 협성                                                        | Hvarang. |                        |
| Moon Ji-Yoon Mun Dzsijun 문지윤                                           | Si-Yeol Si jol 시열                                                               | Apród, háborús hős. |                        |
| Shin Tae-Hoon Sin Thehun 신태훈                                           | Siyeol Si jol fiatalkorában 어린 시열                                             | Apród, háborús hős. |                        |
| Choi Sung-Jo Cshö Szongdzso 최성조                                        | Seon-Yeol Szonjol 선열                                                            | Hvarangkapitány. |                        |
| Oh Eun-Suk O Unszok 오은석                                                | Seon-Yeol Szonjol fiatalon 어린선열                                               | Hvarangkapitány. |                        |
| Seo Kang Szo Kang 서강                                                    | Yang-Gil Janggil 양길                                                             | Alcson apródja, majd hadnagy. |                        |
| Park Young-Ji Pak Jongdzsi 박영지                                         | Jujin Csudzsin 주진                                                               | Piltán hvarang apja. | Melis Gábor            |
| Jung Hye-Sun Csong Hjeszon 정혜선                                         | Manho Manho anyakirálynő 만호 부인                                                | Csinpjong király és Manmjong hercegnő édesanyja, Kim Jusin, Tokmán, Csonmjong és három fiú nagyanyja, Kim Csuncsi dédanyja. | Bessenyei Emma         |
| Park Eun-Bin Pak Unbin 박은빈                                             | Boryang Borjáng 보량                                                              | Bodzsong lánya, Kim Csuncsu felesége. |                        |
| Lee Ji-Hyun Qri I Dzsihjon 이지현 "큐리"                                  | Youngmo Jongmo 영모                                                               | Hadzsong lánya, Szedzsong unokája, Jusin felesége. |                        |
| Seo Bum-Shik Szo Bomsik 서범식                                            | Gabaek Gebek tábornok                                                             | Az egyik pekcsei tábornok. |                        |
| Park Jae-Jung Pak Csedzsong 박재정                                        | Sa-Daham Szadahám 사다함                                                          | Hvarang. Misil első szerelme, aki a gájai naptárat nem Csinhüng királynak, hanem Misilnek adta egy virágzó szilvaággal együtt. Ennek köszönhetően válhatott Misil isteni papnővé, mivel jóval pontosabban ki tudta számoltatni a különböző természeti jelenségek várható időpontját, mint mások. Róla kapta fedőnevét a Kínában készített Dáming-naptár („Szadahám szilvavirága”), ami még a gájai naptárnál is pontosabb, és Misilnek egy indiai kereskedőn keresztül titokban sikerült megszereznie. |                        |
| Park Yong-Sik Pak Jongsik 박용식                                          | Seungryeo Szüngrjo 승려                                                           | Királyi eunuch. | Szokolay Ottó          |
| Jo Myeong-Jin Cso Mjongdzsin 조명진                                       | Seolmae Szolme 설매                                                               | Főpapnő Szori halála után, Misil szolgája. |                        |
| Mametkulovs Mansur                                                        | Cartan Kártán                                                                     | Római kereskedő, Tokmán legjobb barátja a Takla-Makán sivatagban, Rómába való visszatérése után nem tűnik föl a sorozatban. | Moser Károly           |
| Jeong Byeong-Cheol Csong Bjongcshol 정병철                                | Jang-In Csangin 상인                                                              | Kereskedő. |                        |

A szerepbeli nevek a szinkron alapján vannak föltüntetve.

## Epizódok
A sorozatnak 62 epizódja van.

## Regény
A történetet egy azonos című regény is feldolgozza, amit eredetileg a dél-koreai MBC Production Co. jelentetett meg 2009-ben. Magyarországon a regény első kötetét a Vad Virágok Könyvműhely adta ki 2011-ben.
A regény a televíziós sorozattal azonos forgatókönyv alapján, de azzal párhuzamosan íródott, így cselekménye némiképp eltér.